# Orson
Orson était un groupe de rock américain de Californie, formé en 2000. Le groupe, bien qu'américain, avait beaucoup plus de succès au Royaume-Uni.
Leur nom de scène vient d'Orson Welles.

## Discographie

### Albums
- 2006 : Bright Idea (2006, BPI:  Platine) [2]
- 2007 : Culture Vultures

### Singles
- 2006 : No Tomorrow (2006, BPI:  Or) [3]
- 2006 : Bright Idea
- 2006 : Happiness
- 2006 : Already Over
- 2007 : Ain't No Party

## Récompenses
Orson remporte le Brit Award de la révélation internationale en 2007.

## Apparitions dans des médias
- 2006-2010, Les Bleus, premiers pas dans la police : No Tomorrow